# Albarquel
Albarquel est un ketch aurique depuis sa refonte en 1980, il a été construit en pin local 1957 au Portugal comme "Iate de Setubal" par le chantier Pedruicos de Lisbonne, c'est le premier à avoir reçu une motorisation à la construction. 

De 2007 à 2015, il appartient à la société Albarquel Expé de Cherbourg dans la Manche qui propose des croisières polaires vers le Spitzberg. De 2017 à 2020 il est exploité par l'association Marseillaise Les Bordées. Il est juillet 2021 acheté par Léa Mias et Victor Leydet de la société Les Nouveaux Gréements et rénové afin de proposer des croisières dans les Caraïbes à partir du printemps 2022.

Le 11 juin 2009, Albarquel est labellisé BIP (Bateau d'intérêt patrimonial) de la Fondation du patrimoine maritime et fluvial.
Il est racheté début 2023 par 4 associés (Arthur et Rizo les deux capitaines + Laurent et Patrice co-gérants) et navigue depuis dans le Pertuis d’Antioche, en Charente-Maritime.

## Histoire
Albarquel est un transporteur de sel, construit en 1957 au Portugal. Ses cales, d’une contenance de 80 tonnes, transportaient le sel des salines du Sado jusqu'aux différents ports morutiers portugais. Exploité par une entreprise de Setùbal, Albarquel, caboteur à voile et moteur, approvisionnait en sel les ports morutiers du Portugal.

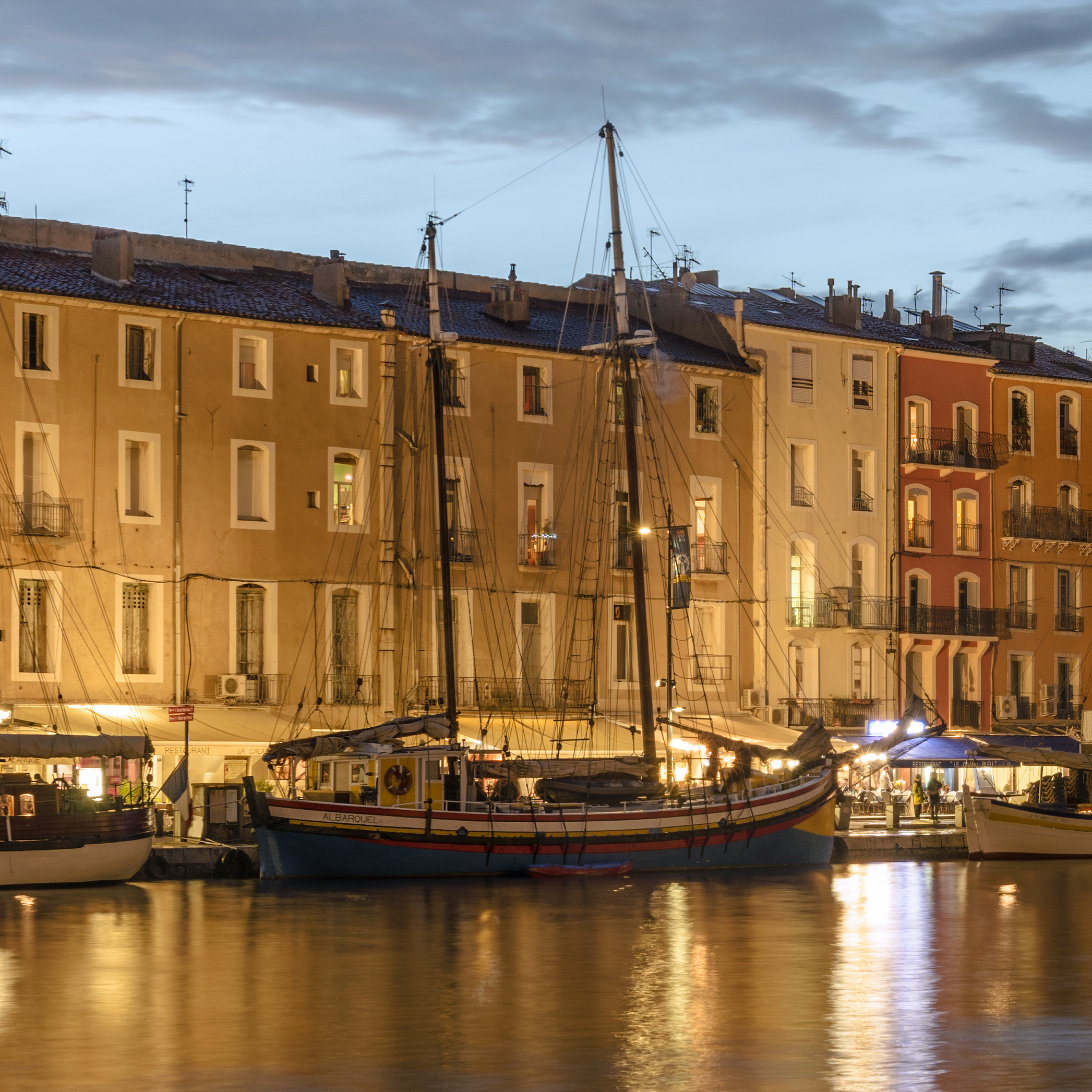
L’Albarquel à Escale à Sète 2018

En 1970, il est désarmé. Désarmé et échoué dans la caldeira de Troïa de 1973 à 1977. La coque est rachetée par deux officiers de la marine marchande française en 1977.
Quelques années plus tard, il est réarmé en bateau de plaisance et gréé en ketch pour effectuer des croisières en Europe du Nord et en Amérique du Sud.
Restauré sur la Praia da Sapec par le chantier de Manuel Viana, quille et bordés changés, son moteur Cummins remis à bord, Albarquel quitte le fleuve Sado pour rejoindre Gaio de Rosario dans l'estuaire du Tage où il reçoit son nouveau gréement de ketch et les cinq voiles en coton d'Égypte coupées par les voiliers du Tage, Maitre Bras et son frère José.
En 1980 Albarquel arrive à La Rochelle où il passe sa visite de mise en service.
En 1981 Albarquel séjourne à Perros-Guirec et au Havre d'où il repart pour une croisière dans le nord de l'Europe. Après un séjour à Trégastel en 1982, Albarquel part vers les Iles Scilly et l'Irlande, traverse le canal Calédonien (sans voir le monstre du Loch Ness !) puis arrive à Bergen en Norvège d'où il redescend le long des côtes danoises et allemandes. Après une traversée de la Hollande, Albarquel rejoint La Rochelle d'où il se prépare pour un long périple  à travers l'Atlantique. Après une escale à Lisbonne et au sud du Portugal, Albarquel rejoint Madère, Dakar au Sénégal puis les îles du Cap Vert. Il arrive à Belem au Brésil, remonte l'Amazone jusqu'à Téfé où il prend trois mois de bon temps dans le lac avant de redescendre le fleuve pour rejoindre Sao-Louis, capitale de l'État du Maranhão. Le bateau change alors de skipper et rentre en Europe
Albarquel est alors repris par une association de Boulogne qui organise des croisières côtières le long du littoral français et ibérique.
En 1997, Albarquel est convoyé de la Méditerranée jusqu'à Saint-Valery-en-Caux en Seine-Maritime. Un gros chantier est alors entrepris. Albarquel est mis aux normes NUC, Tous les aménagements sont refaits lors des 8 mois de travaux. Albarquel est ensuite exploité pour des sorties à la journée et des croisières. Il participe à des rassemblements de vieux gréements à Brest, Douarnenez, Paimpol, Amsterdam et Oostende.
En 2007, Albarquel est acheté par Albarquel Expé. D'importants travaux de rénovation et de restauration, dans le souci de respecter les méthodes de construction historiques, sont organisés avec les Chantiers Tramasset, au Tourne en Gironde. Albarquel reprend alors la mer dans les meilleures conditions en Norvège, Mer de Barents et dans l'archipel du Svalbard.
Albarquel navigue 8 mois par an en mer de Norvège (archipel des Lyngen et des Lofoten), mer de Barents et dans l'archipel du Svalbard. Le but d'Albarquel Expé est de faire découvrir, dans une volonté affirmée de respect de l'environnement, les espaces fragiles des zones polaires si fragiles. L'hiver, en Norvège, Albarquel accompagne les skieurs dans les Alpes de Lyngen puis, à partir du printemps, au Svalbard. De juin à septembre, Albarquel Expé accueille à son bord des passagers prêts à découvrir des paysages et mode de vie exceptionnels.
En 2014, Albarquel Expé doit vendre Albarquel sur décision du Tribunal de Commerce de Cherbourg. Un ancien propriétaire rachète le bateau, retrouvé peu après abandonné dans les eaux siciliennes.
Albarquel est exploité de 2017 à 2020 par l'association marseillaise Les Bordées.
La SAS Les Nouveaux Gréements le rachète en juillet 2021 afin de le rénover et proposer des croisières en Méditerranée à partir du printemps 2022.
En début d'année 2023, quatre associés charentais rachètent le voilier, fondent Albarquel SARL et proposent des balades à la voile dans les Pertuis Charentais. Cependant, leurs ambitions ne s'arrêtent pas là : de nombreux projets gravitent autour du voilier, tels que des séjours de rupture, des formations à bord en collaboration avec le lycée maritime de La Rochelle, ainsi que le transport de marchandises à la voile.
En résumé, leur objectif est de démontrer qu'il est possible de naviguer de manière écologique tout en proposant des sorties à des prix accessibles, de tisser des liens sociaux et commerciaux dans les territoires, et de former les marins de demain au patrimoine maritime des vieux gréements.